# Агуаш-Белаш (Сабугал)
Агуаш-Белаш (порт. Águas Belas) — район (фрегезия) в Португалии, входит в округ Гуарда. Является составной частью муниципалитета Сабугал. По старому административному делению входил в провинцию Бейра-Алта. Входит в экономико-статистический субрегион Бейра-Интериор-Норте, который входит в Центральный регион. Население составляет 220 человек на 2001 год. Занимает площадь 14,10 км².
Покровителем района считается Мария Магдалина (порт. Santa Maria Madalena).